# Caligae

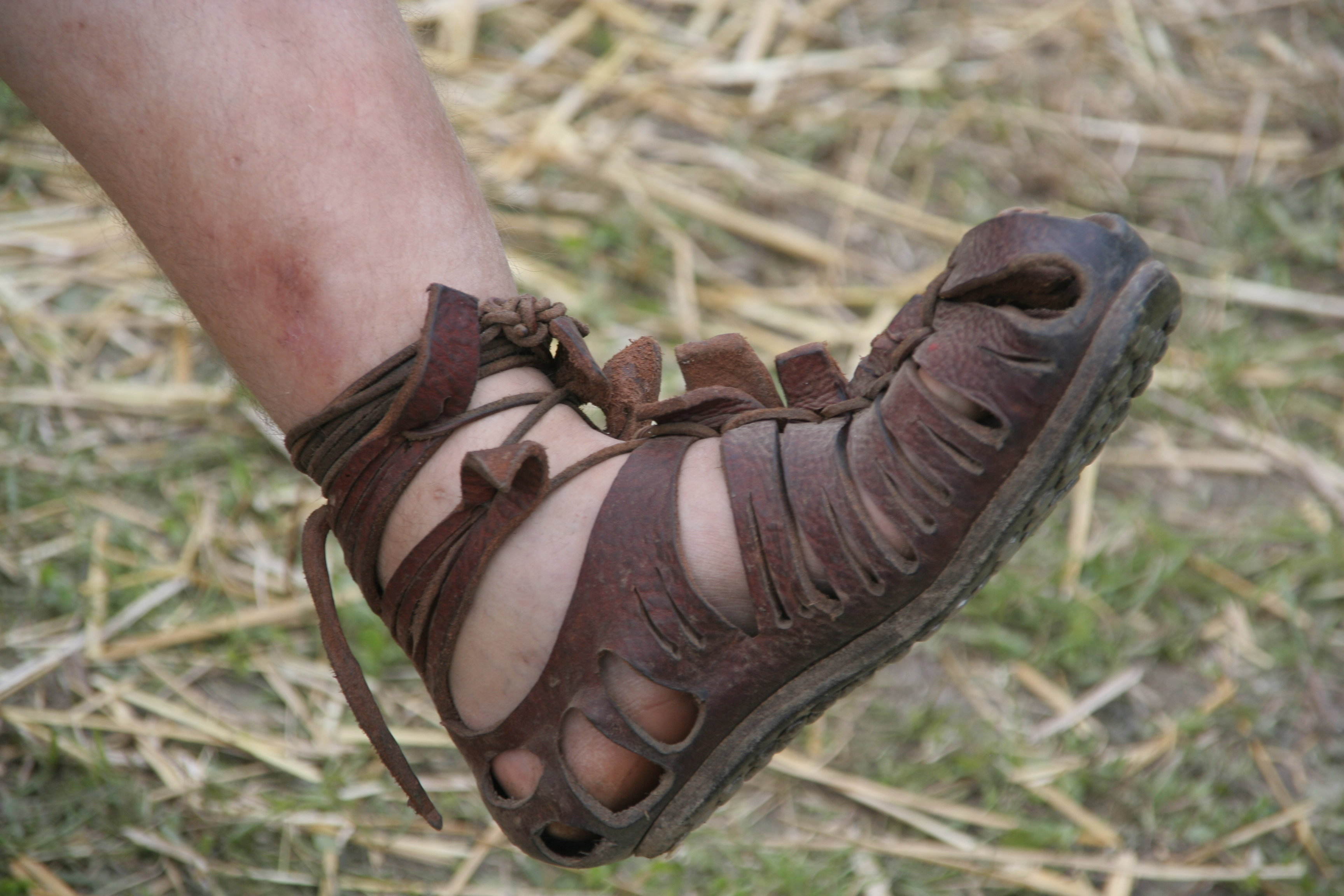
Rzymska caliga (współczesna replika)

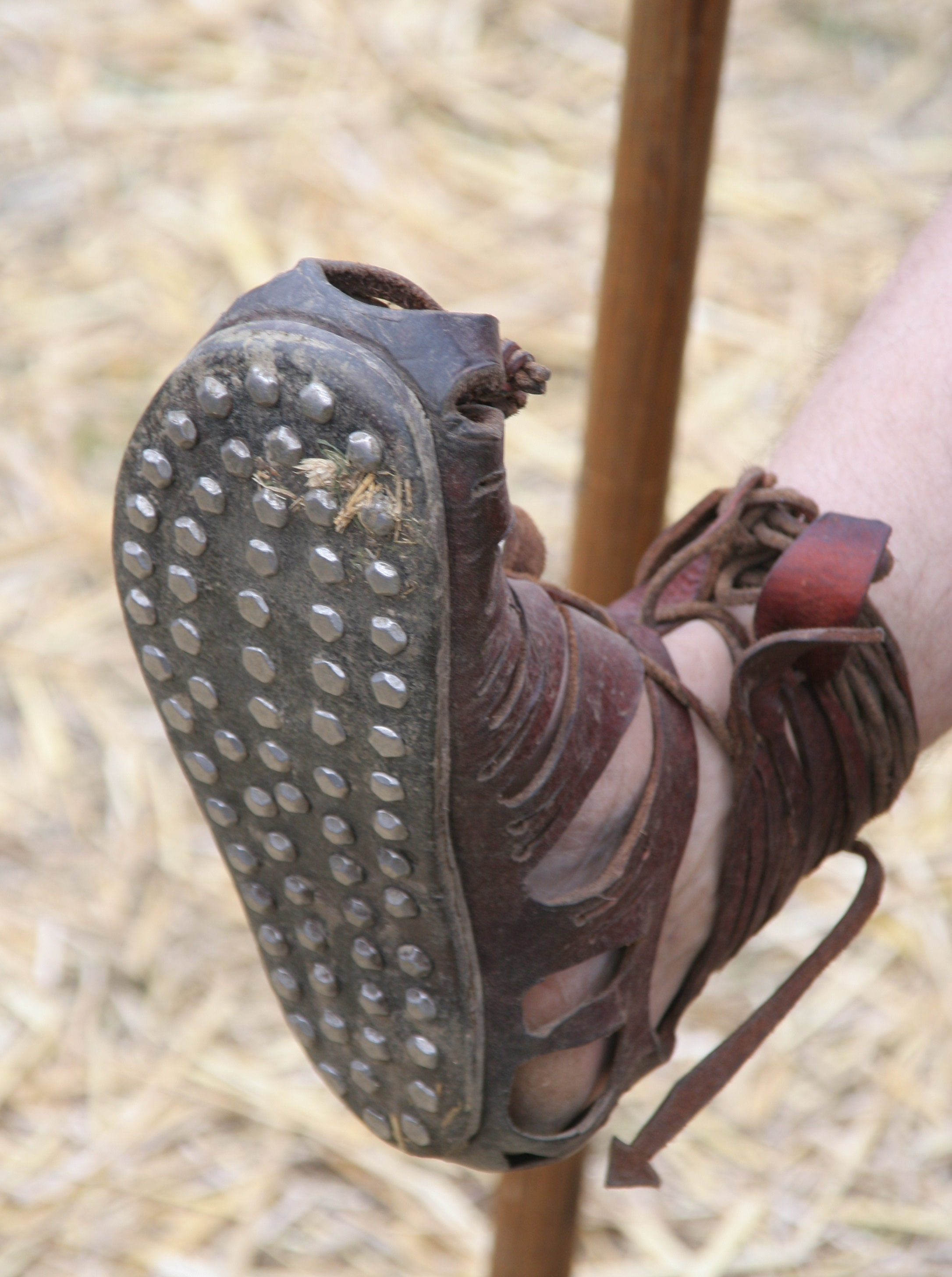
Podbijana ćwiekami podeszwa wojskowego sandała (replika)

Caligae (łac., liczba pojedyncza călĭgă) – obuwie noszone przez rzymskich legionistów, od zwykłych żołnierzy do niższych dowódców (centurionów) włącznie, rodzaj ciężkich sandałów.

## Opis
But o wadze niespełna jednego kilograma wykonywano z naturalnie garbowanej bydlęcej skóry, wycinając z dwóch jej kawałków cholewę zszywaną od tyłu w górę pięty. Masywną podeszwę o grubości 2 centymetrów sklejano z kilku warstw skóry i podkuwano rzędami żelaznych ćwieków o wystających główkach. Były one rozmieszczone ergonomicznie, co optymalizowało przenoszenie nacisku masy ciała pomiędzy poszczególnymi częściami stopy. Ażurową cholewę wiązano rzemieniami na podbiciu stopy i wokół kostki; gęsto nacinana zapewniała stałą wentylację stopy i zmniejszała ryzyko wystąpienia obrzmień i pęcherzy. Choć caligae nie okrywały całkowicie palców, stanowiły skuteczną ochronę stóp żołnierza przed urazami.
Sandały rzymskich legionistów przewyższały pod względem konstrukcji i materiału podobne obuwie używane w starożytności gdzie indziej w regionie śródziemnomorskim (na przykład w Egipcie czy Grecji). Cechowały się między innymi i tym, że były skrojone z uwzględnieniem różnic pomiędzy stopą prawą i lewą. Zimą ocieplano je tkaniną albo futrem. Niekiedy przedłużano je skórzaną cholewą okrywającą dolną goleń i wiązaną rzemieniem w połowie łydki. Jazda rzymska mocowała do tych butów niewielkie żelazne lub brązowe ostrogi. Caligae pozwalały legioniście odbywać długie marsze z pełnym obciążeniem – po bitej drodze mógł on pokonać w kilka godzin odległość 20 mil (około 30 kilometrów).
W odróżnieniu od zwykłych żołnierzy (caligati) wojskowi armii rzymskiej wyższej rangi (clavi caligarii) zdobili swe sandały nabijanymi srebrnymi lub złotymi guzami (Pliniusz, Historia naturalna, XXXIII, 14). Od tego obuwia powstał też przydomek Gajusza Juliusza Cezara Germanika, który w dzieciństwie u boku ojca, wodza Germanika, wychowywał się wśród legionistów odziany w prosty strój żołnierza i nosząc wojskowe sandały zamiast zwykle używanych w mieście. Pod zdrobniałym mianem Caligula (Bucik) przeszedł później jako cesarz do historii (Swetoniusz, Żywoty cezarów, Gajus Kaligula 9);  Kasjusz Dion, Historia rzymska LVII 5,6).
Nazwę tę odnoszono również do prostych w kroju sandałów o grubej podeszwie mocowanej do nogi za pomocą 8 skórzanych rzemieni. Poza wojskiem caligae były w późnej starożytności także obuwiem chłopów, osób jeżdżących konno, a nawet kobiet.